# Brasilogyps faustoi
Brasilogyps faustoi — викопний вид хижих птахів родини катартових (Cathartidae), що існував на межі олігоцену і міоцену в Південній Америці. Викопні рештки птаха знайдено у відкладеннях формації Тремембе в штаті Сан-Паулу в Бразилії.